# Японская чайная церемония

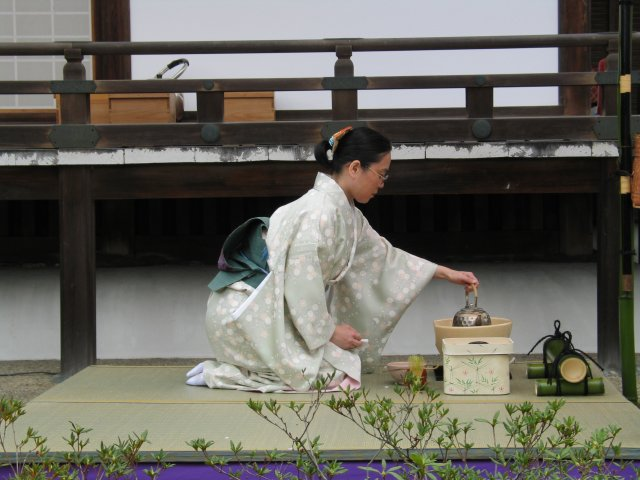
Чайная церемония

Чайная церемония (яп. 茶の湯 тя-но ю), «путь чая», «искусство чая» (茶道 садо:, тядо:) — специфическая ритуализованная форма совместного приёма порошкового зелёного чая (маття), созданная в средние века в Японии и по настоящее время культивируемая в этой стране. Появившись первоначально как одна из форм практики медитации монахов-буддистов, стала неотъемлемым элементом японской культуры, тесно связана со многими другими культурными явлениями.

## История

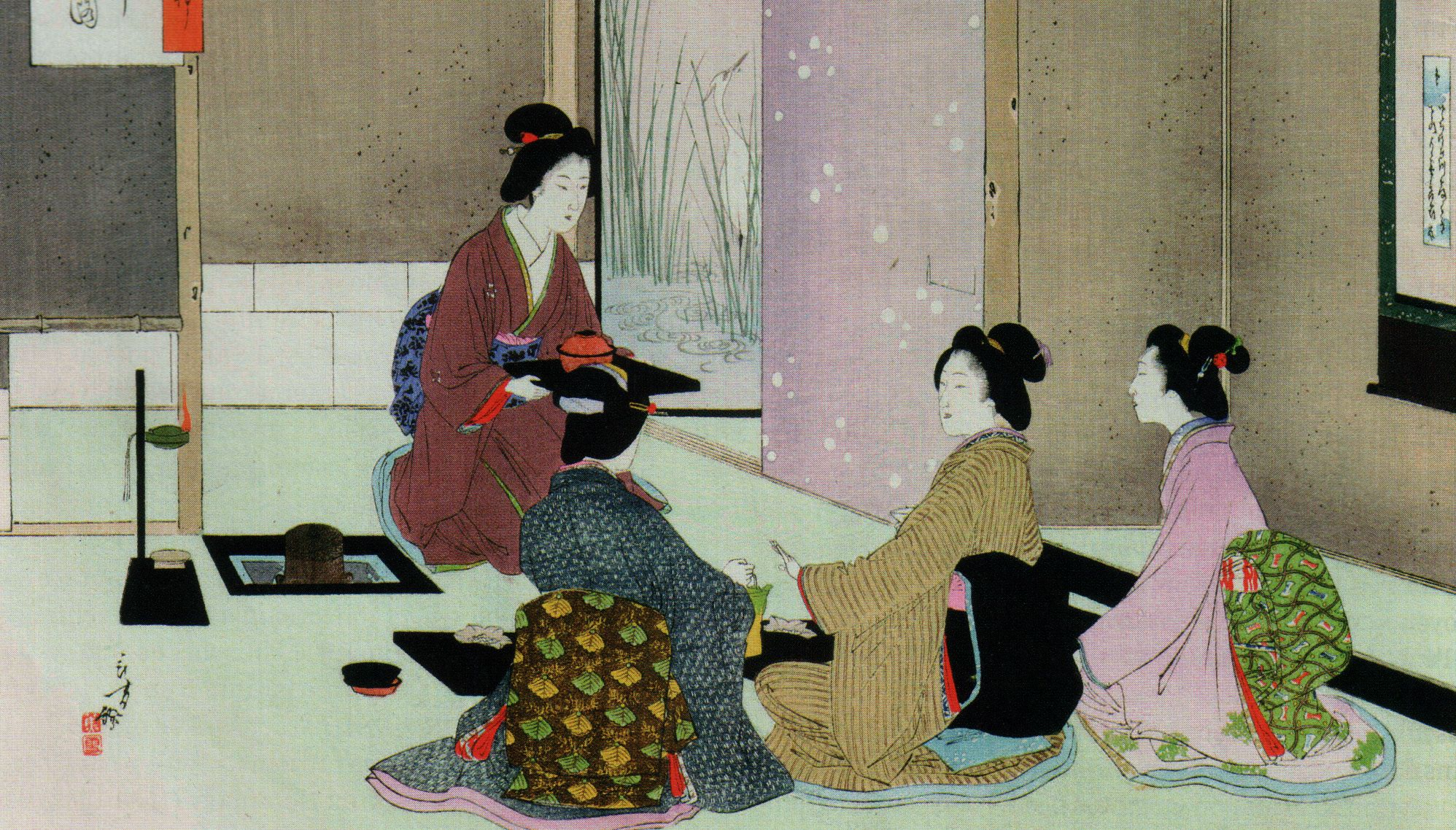
Мидзуно Тосиката. «Место встречи» (из серии «Барвинки чайной церемонии»). XXIX год Мэйдзи (1896). Цветная гравюра на дереве.

По различным источникам, начало употребления чая в Японии относится к VII—VIII векам нашей эры. Чай был завезён в Японию с материка. Считается, что его завезли буддийские монахи, для которых чай был особым напитком — его пили во время медитаций и подносили Будде. По мере того, как дзэн-буддизм распространялся в Японии, а священники начинали оказывать всё большее влияние на культурную и политическую жизнь страны, распространялось и потребление чая. В XII веке монах Эйсай способствовал введению питья чая при дворе, представив сёгуну Минамото но Санэтомо книгу «Кисса Ёдзёки» о сохранении здоровья с помощью чая. К XIII веку питьё чая стало обычным делом у сословия самураев. Со временем из монастырей в аристократическую среду проникла практика «чайных турниров» — собраний, на которых дегустировалось большое количество сортов чая и от участников требовалось по вкусу чая определить его сорт и происхождение. Также были распространены «чаепития с [принятием] фуро (風呂の茶 фуро-но тя)»: его участники поочередно принимали ванну (呂 фуро) и прямо в ней принимали чайный напиток. Поскольку в таких чаепитиях часто вместе с мужчинами участвовали и женщины (число участников иногда составляло несколько сотен человек), а завершались они банкетами с сакэ на открытом воздухе, чаю и его лечебным или «возвышающим» качествам в них уделялось минимальное значение. В простом народе, среди крестьян и горожан также вошло в традицию чаепитие, но проходило оно гораздо скромнее, чем у знати, и представляло собой просто собрание для совместного употребления напитка за неторопливой беседой. Строгая последовательность действий в «чайных турнирах», определенный эстетизм в «чаепитиях с принятием фуро» (около ванны ставились вазы с картинами), а также простота чаепития у мещан впоследствии вошли в состав классической чайной церемонии.
По образцу китайской сунской чайной церемонии японские монахи сформировали собственный ритуал совместного потребления чая. Первоначальная форма ритуала была разработана и введена монахом Даё (1236—1308). У Даё обучились первые чайные мастера — также монахи. Веком позже священник Иккю Содзюн (1394—1481), настоятель храмового комплекса Дайтокудзи в Киото, обучил чайной церемонии своего ученика Мурата Дзюко (Сюко). Последний развил и преобразовал чайную церемонию, и обучил её проведению  сёгуна Асикага Ёсимасу, дав, таким образом, традиции «путёвку в жизнь» — как и в большинстве стран, в Японии всё, что принималось в обычай у правителя, тут же входило в моду у подданных.
Мурата следовал положенной в основе церемонии идее «ваби» — стремлению к простоте и естественности, отчасти, в противоположность пышности и роскоши самурайских «чайных турниров». Он объединил четыре основных принципа чайной церемонии: гармония (和 ва), почтительность (敬 кэй), чистота (清 сэй) и тишина, покой (寂 дзяку). Дальнейшее развитие чайной церемонии обеспечил Дзёо Такэно (1502—1555). Он начал использовать для церемонии специальное строение — чайный домик (тясицу), которому, в соответствии с принципом «ваби», был придан вид крестьянского дома с соломенной крышей. Он же ввёл в употребление в церемонии керамическую посуду грубой работы.
Ученик Дзёо Такэно, выдающийся мастер чайной церемонии Сэн-но Рикю (1522—1591), доработал чайный домик и ввёл в практику создание сада (тянива) и каменной дорожки (родзи), ведущей через сад к домику. Сэн-но Рикю формализовал этикет церемонии, последовательность действий участников и даже определил, какие беседы должны вестись в какой момент церемонии, чтобы создавать настроение спокойствия, отхода от забот и стремления к истине и красоте, в сотрудничестве с мастером-керамистом Тёдзиро разработал стандарт используемой в церемонии посуды. Нововведения, сделанные Рикю, придали новое значение «саби» — принципу изысканности и красоты, также воплощённому в чайной церемонии. Обстановка церемонии направлялась на то, чтобы показать не явную, яркую, бросающуюся в глаза, а скрытую красоту, таящуюся в простых вещах, неярких красках и тихих звуках. Таким образом, к XVI веку чайная церемония из простого коллективного чаепития превратилась в мини-спектакль, который в целом рассматривался как одна из форм духовной практики и в котором каждая деталь, каждый предмет, каждое действие имели символический смысл. Японцы говорят, что «чайная церемония — искусство воплощения изящества Пустоты и благости Покоя».

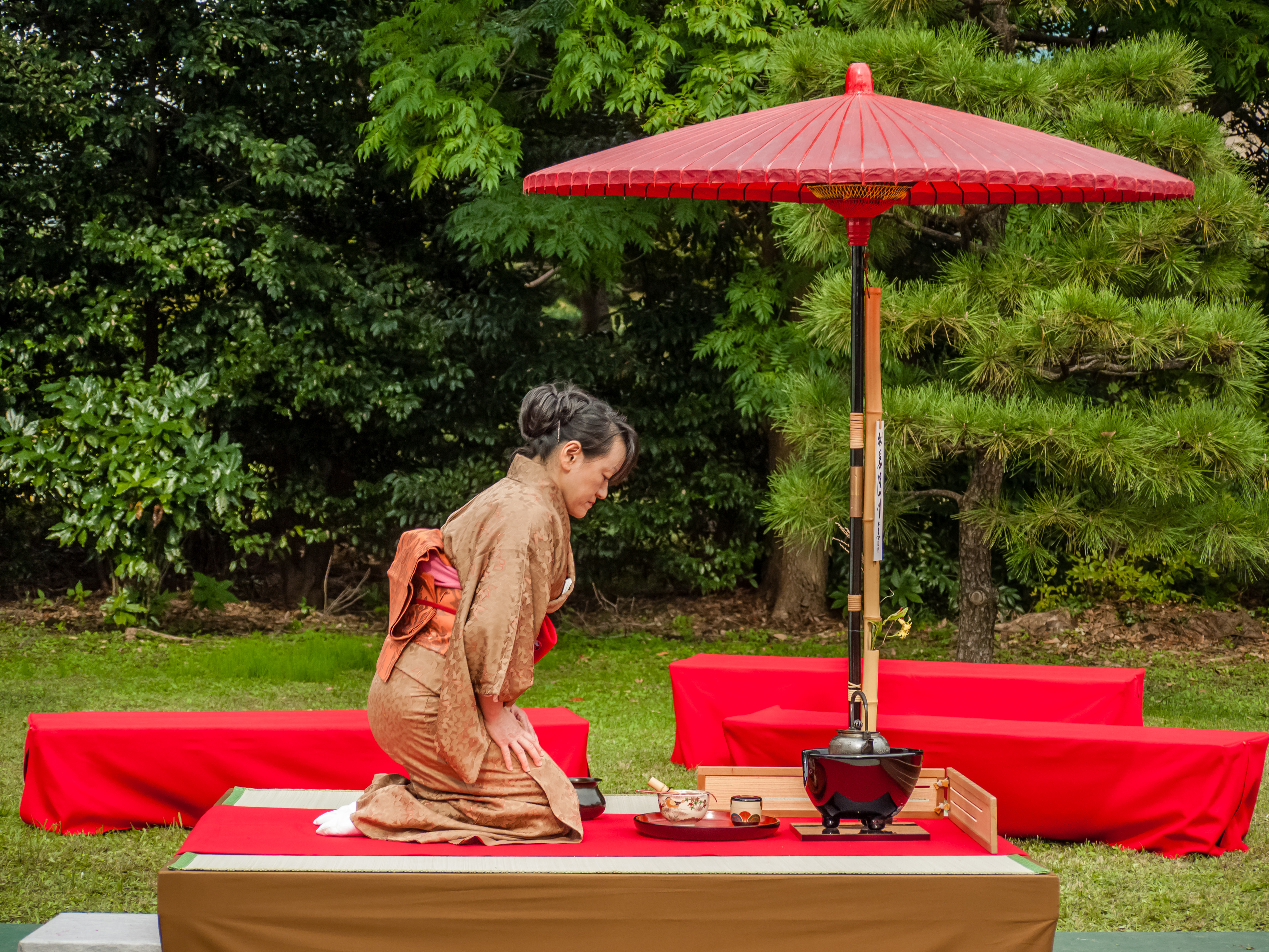
Чайная церемония в Японии, 2009 год.

Судьба Сэн-но Рикю сложилась трагически: его эстетические принципы входили в противоречие с вкусами его сюзерена, Тоётоми Хидэёси, предпочитавшего пышные, богатые приёмы и драгоценную чайную утварь (для него в 1585 году была даже построена огон тясицу — чайная комната, покрытая золотой фольгой, все чайные принадлежности в которой были из чистого золота), и в 1591 году чайный мастер был вынужден по приказу повелителя совершить ритуальное самоубийство. Тем не менее, чайная церемония развивалась в русле принципов, выработанных Сэн-но Рикю, и ведущей школой чайной церемонии стала основанная им школа Сэнкэ. Большую роль в укреплении позиций школы сыграл внук Рикю, Сэн-но Сотан (1578—1658), ставший третьим по счёту иэмото школы. Сыновья Сэн-но Сотана возглавили три ветви школы Сэнкэ: Омотэсэнкэ, Урасэнкэ и Мусякодзисэнкэ.
Чайная церемония распространилась во всех слоях японского общества. К началу XVIII века в Японии сформировалась целая система чайных школ, впрочем, все они были ответвлениями школы Сэнкэ. Во главе каждой школы стоял иэмото — руководитель и старший из чайных мастеров, который управлял школой и аттестовал мастеров, прошедших в ней обучение. Главной задачей иэмото считалось поддержание неизменности канонизированной традиции чайной церемонии. В школах был разработан необходимый комплекс упражнений, предназначенный для выработки навыков чайного мастера. Естественно, там обучались всему, что связано с организацией и оформлением церемонии, с приготовлением чая, с поддержанием подобающей беседы и созданием нужного настроения.

## Порядок и символика чайной церемонии
В целом действие чайной церемонии представляет собой специально организованную и упорядоченную встречу хозяина — чайного мастера — и его гостей для совместного отдыха, наслаждения красотой, беседы, сопровождаемых употреблением чая. Церемония проводится в специально оборудованном месте и состоит из нескольких действий, совершаемых в строгом порядке.

### Традиционные виды церемонии
Существует множество разновидностей чайной церемонии, из которых выделяется шесть традиционных: ночная, на восходе солнца, утренняя, послеобеденная, вечерняя, специальная.
- Ночная церемония. Обычно проводится при луне. Сбор гостей происходит незадолго до полуночи, завершается церемония не позже четырёх часов утра. Особенностью ночной церемонии является то, что порошковый чай готовят непосредственно во время церемонии, перетирая в ступке чайные листья, и заваривают очень крепко.
- На восходе солнца. Церемония начинается в три-четыре часа утра и продолжается до шести утра.
- Утренняя. Проводится обычно в жаркую погоду (когда утро — наиболее прохладное время), начинается около шести утра.
- Послеобеденная. Начинается около часа пополудни, из еды подаются только пирожные.
- Вечерняя. Начинается около шести часов вечера.
- Специальная (риндзитяною) церемония проводится по особым случаям: праздник, специально организованная встреча друзей, празднование какого-либо события. Чайную церемонию могли проводить, готовясь и к важнейшим событиям, например, к битве или к ритуальному самоубийству. Тут особую роль играл «мастер чая». Он должен был обладать великими внутренними качествами. Ему предстояло укрепить своего гостя или гостей перед ответственным шагом.

### Место проведения церемонии

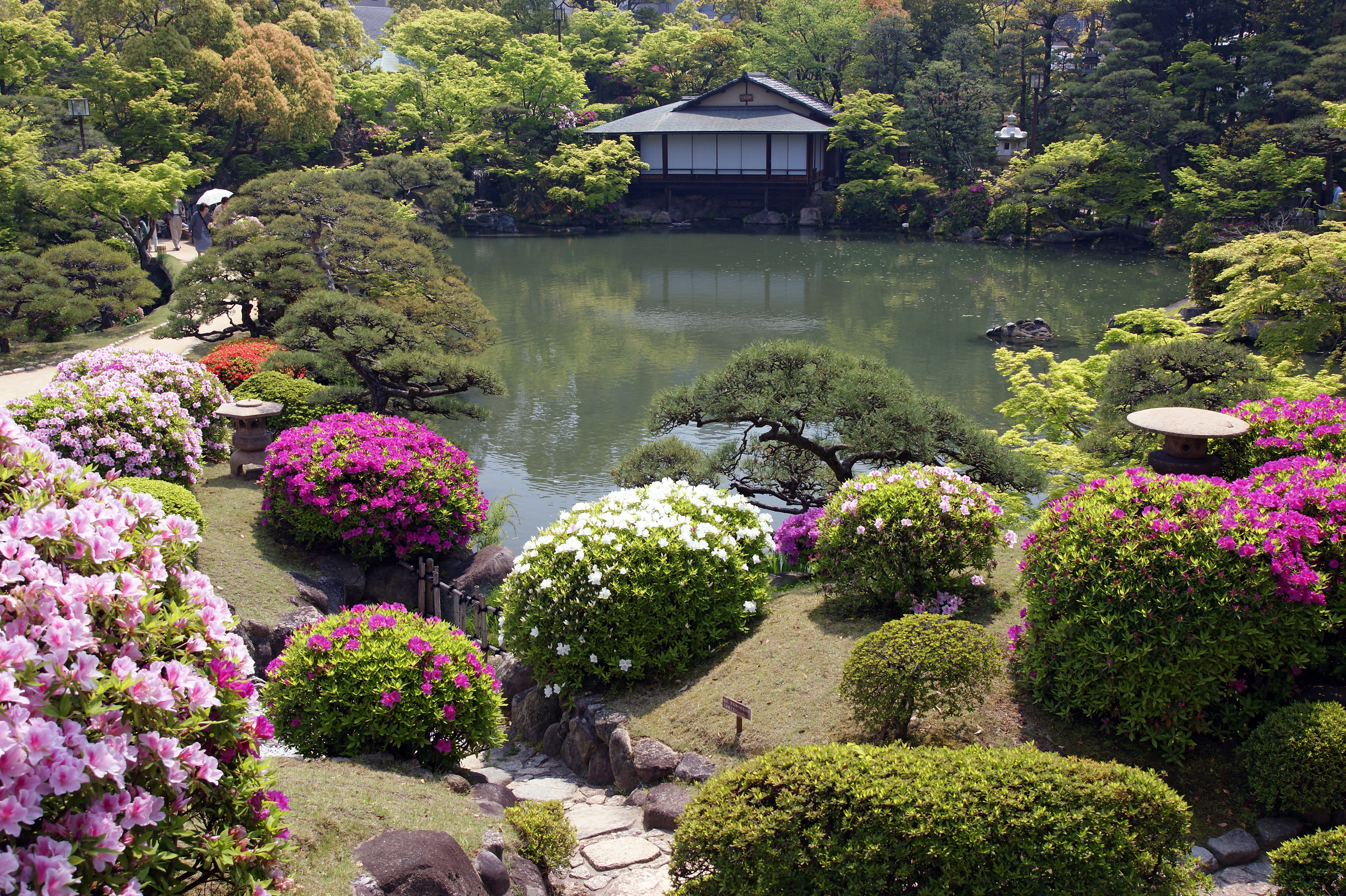
Чайный домик Энсинтэй в саду Соракуэн, Кобе, префектура Хёго.

Классическая чайная церемония проводится в специально оборудованном месте. Обычно это огороженная территория, войти на которую можно через массивные деревянные ворота. Перед проведением церемонии, во время сбора гостей, ворота открываются, давая гостю возможность войти, не беспокоя хозяина, занятого подготовкой. На территории «чайного комплекса» находится несколько строений и сад. Детали их расположения не стандартизуются — в каждом конкретном случае стараются создать максимально эстетичный ансамбль, естественно вписывающийся в местность и создающий впечатление «продолжения природы». Непосредственно за воротами располагаются вспомогательные строения: «прихожая», где гость может оставить вещи и переменить обувь, а также павильон, где гости собираются перед началом церемонии. Главное строение — чайный домик (тясицу) — находится в глубине чайного сада (тянива). Чтобы попасть туда, нужно пройти через сад по выложенной камнем дорожке (родзи).
Существует несколько различных сокращённых вариаций чайной церемонии для ситуаций, когда проведение её в «классическом» варианте невозможно. Возможно ограничиться для проведения церемонии специальным павильоном, отдельной чайной комнатой или даже просто отдельным столом.

### Чайный сад (тянива)
Чайный сад невелик. В целом он обычно является своеобразной моделью небольшого фрагмента горного склона, поросшего лесом. Все его элементы подбираются так, чтобы создавать настроение спокойной отрешённости. В ясную погоду он защищает от яркого солнца, создавая спокойный полумрак. В саду высаживают различные вечнозелёные кустарники, бамбук, сосны, кипарисы. Также в нём в «естественном» порядке, имитирующем природный беспорядок и случайность, располагаются камни, поросшие мхом, и старые каменные фонари. Если церемония проводится в тёмное время суток, фонари зажигают, чтобы осветить путь гостей к чайному домику. Свет фонарей неяркий, достаточный лишь для того, чтобы видеть путь, он не должен сам по себе привлекать внимание и нарушать сосредоточение.

### Дорожка к чайному домику (родзи)
Отдельного описания заслуживает дорожка, ведущая от входа через сад к чайному домику. Она выложена камнями (обычными, природными, имеющими разные формы и размеры) и выглядит не как искусственный тротуар, а как каменистая тропинка в горах, естественно вписываясь в картину чайного сада. Название «родзи» в буквальном переводе означает «земля, покрытая росой». По преданию она восходит ко времени сёгуна Асикаги, которого обучал чайной церемонии Мурата Дзюко — на пути к чайному домику для сёгуна выкладывали на траве дорожку из листов бумаги, чтобы одежды правителя не намокли от росы. В конце родзи, у входа в чайный домик, находится каменный колодец, из которого гости берут воду для омовения перед церемонией.

### Чайный домик (тясицу)

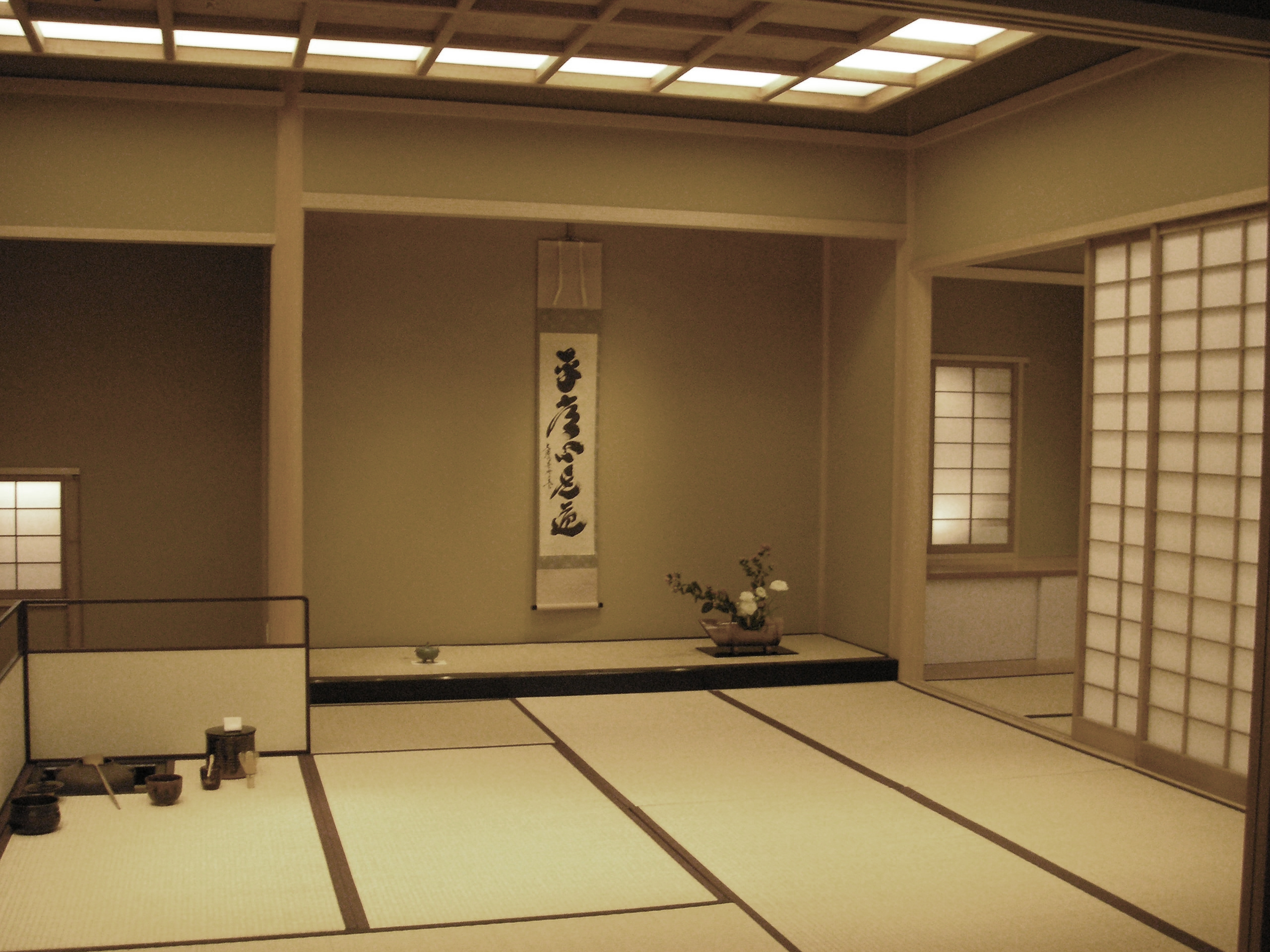
Внутри чайного домика (Музей искусства Дальнего Востока, Берлин)

Чайный домик является основой воплощения в чайной церемонии принципа «ваби-саби» — естественности и простоты. В нём не должно быть ничего нарочитого, резко выделяющегося. По преданию, Мурата Дзюко проводил чайные церемонии при дворе сёгуна Асикаги в комнате Додзинси — самом маленьком и скромно обставленном помещении резиденции сёгуна, — чтобы, отдалившись от богатства и роскоши, в которых проходили чаепития знати, проводить чайную церемонию в спокойствии и отрешённости от земных соблазнов. В соответствии с принципом «ваби» Дзёо Такэно, который придумал использовать в церемонии специально построенный чайный домик, придал ему вид простого крестьянского дома под соломенной крышей.
Чайный домик состоит из единственной комнаты, в которую ведёт вход, узкий и низкий, так что пройти в него можно только сильно наклонившись. Такая конструкция входа имеет символический смысл — она заставляет любого, кто входит в домик, низко поклониться, независимо от его общественного положения. В прошлом низкий вход давал ещё один эффект — самурай не мог войти в чайный домик с длинными мечами, и оружие приходилось оставлять снаружи. Это также символизировало необходимость оставить за порогом все заботы, одолевающие человека в мире, и сосредоточиться на церемонии.
Окон в чайном домике может быть довольно много — шесть-восемь, различного размера и формы. Как правило, расположены они высоко, и предназначены не для того, чтобы смотреть наружу, а лишь для пропускания в дом необходимого количества света. Иногда, если из домика открывается особенно приятный вид, рамы могут раздвигаться, чтобы гости полюбовались красотой природы, но чаще окна в чайном домике закрыты.
Внутреннее убранство домика очень просто — стены отделаны серой глиной, чтобы отражённый ими свет создавал ощущение спокойствия и нахождения в тени, пол устлан татами. Самая важная часть домика — токонома, — ниша в стене, расположенная напротив входа. В нише перед церемонией помещается курильница с благовониями, цветы и свиток с изречением, как правило, в дзэн-буддийском стиле, которое чайный мастер специально подбирает к каждому конкретному случаю. Никаких других украшений в чайном домике не допускается, за исключением, возможно, картины старого мастера на стене. В центре комнаты располагается бронзовый очаг, на котором и готовится чай. Перед церемонией промытый пепел выкладывается в очаге в форме «долины с двумя горами», на него кладутся угли и разводится огонь.

### Посуда и принадлежности
Утварь, используемая в ходе чайной церемонии, должна составлять единый художественный ансамбль, что не означает непременного однообразия, но требует, чтобы предметы подходили друг к другу и ни один из них не выделялся резко из общего набора. Для церемонии необходим тябако (茶箱) — шкатулка для хранения чая, котёл тягама (茶釜) или чайник тэцубин (鉄瓶), в котором кипятится вода, общая чаша — тяван (茶碗) — для совместного питья чая, чаши для каждого из гостей, тясяку (茶杓) — ложка для насыпания чая и тясэн (茶筅) — венчик, которым хозяин размешивает чай во время приготовления. Все предметы должны быть простыми, скромного вида и почтенного возраста, отражающегося в их виде. Как правило, чай хранится в простом деревянном тябако, тягама или тэцубин — чугунные, либо медные, тясяку и тясэн — бамбуковые. Тяван бывает разных стилей, например, в стиле керамики Раку — простые, керамические, достаточно грубой работы, без нарочитых украшений. Вся утварь безукоризненно чиста, но при этом никогда не начищается. В отличие от европейцев, натирающих металлическую посуду до зеркального блеска, придающего предметам вид новых, только что изготовленных, японцы предпочитают, чтобы предметы сохраняли «память о своём прошлом» — потемнение от времени, следы длительного использования. «Старый» вид утвари — один из элементов эстетики чайной церемонии.
Кандидат филологических наук и преподаватель искусства чайной церемонии (школа Урасэнкэ) А. В. Кудряшова приводит список тридцати семи наиболее распространённых в японской чайной церемонии типов керамики и некоторых из разновидностей этих типов: Идо; Карацу (Э-Гарацу — Карацу с рисунком); Хаги; Раку (Ака-Раку — Красная Раку, Куро-Раку — Черная Раку); Сино (Нэдзуми-Сино — Мышиный Сино); Бидзэн; Сигараки; Ига; Токонамэ; Агано; Асахи; Коти (Киготи — Желтый Коти); Орибэ (Куро-Орибэ — Черный Орибэ); Сэто (Кидзэто — Желтый Сэто, Сэто-гуро — Черный Сэто, Ко-Сэто — исторический Сэто); Сомэцукэ; Госу (Госу Ака-э — Госу с рисунком красного цвета); Мисима (Хори-Мисима — Мисима с вырезами, Хана-Мисима — Мисима с цветочным орнаментом, Хакэмэ-Мисима — Мисима с мазками кистью); Кёяки (керамика из Киото с тонким изящным рисунком); Набэсима; Этидзэн; Унгэ; Тамба; Сома; Мино; Тамаго-дэ; Сэйдзи (зеленоватый селадон); Така-тори; Дзэдзэ; Акахада; Кутани (Ко-Кутани — исторический Кутани); Сацума; Кохики; Корай (Э-Горай — Корай с рисунком); Ирабо; Аннан; Амамори; Тотоя.

### Порядок проведения церемонии

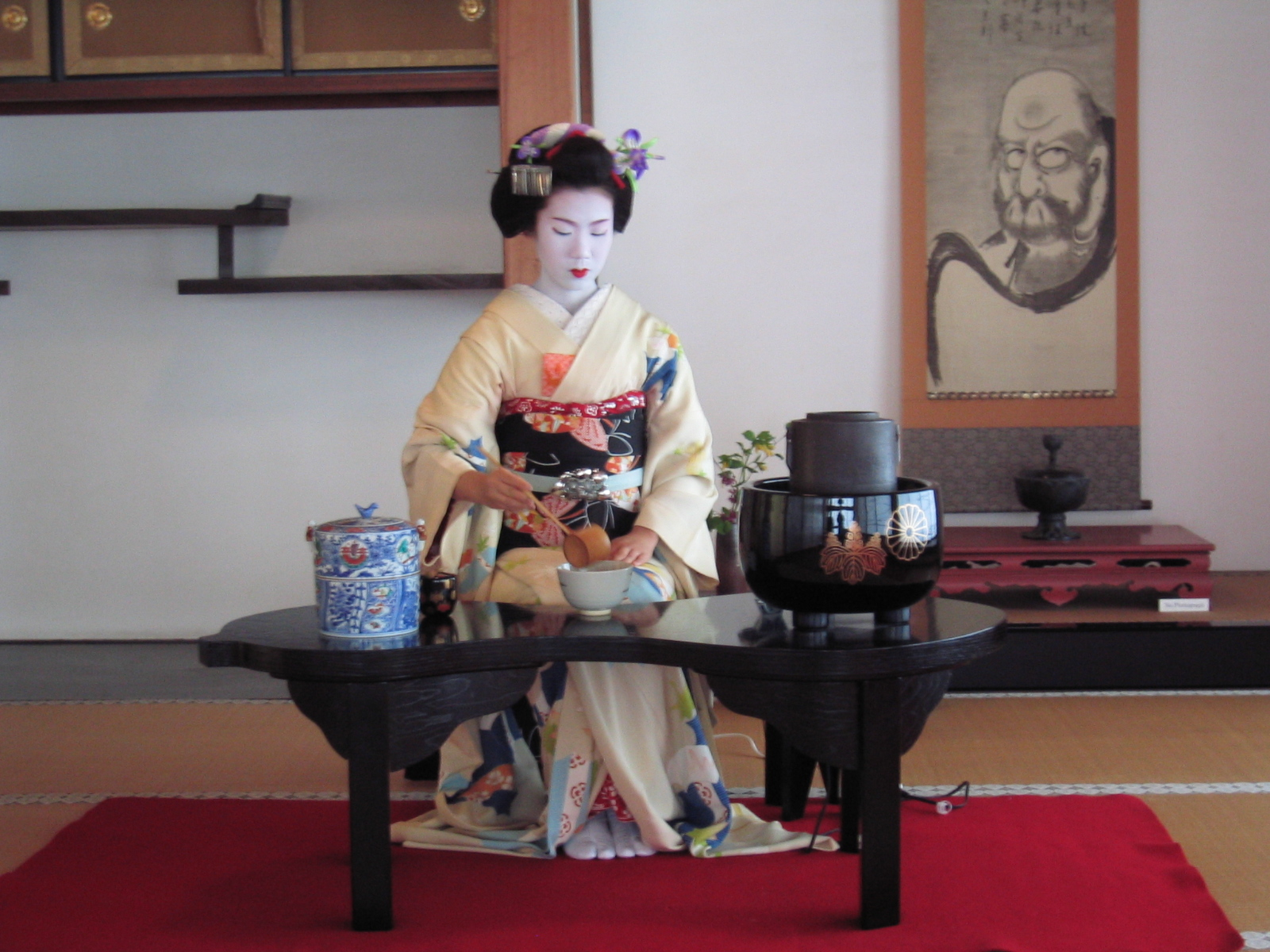
Майко проводит чайную церемонию

Перед церемонией гости собираются вместе в одной комнате. Здесь им подаётся горячая вода в небольших чашках. Назначение этого этапа — создать у гостей общее настроение, связанное с ожиданием предстоящей церемонии как важного и приятного действия, встречи с прекрасным.
Затем гости отправляются через сад к чайному домику. Переход через чайный сад по выложенной камнями дорожке считается очень важным — он символизирует удаление от суеты, отход от повседневности, отрешение от обыденных забот, тревог и неприятностей. Созерцая растения и камни сада, гости настраиваются на сосредоточение и освобождают сознание от всего суетного.
В конце дорожки, перед чайным домиком, гостей встречает хозяин. После сдержанного взаимного приветствия гости подходят к находящемуся тут же каменному колодцу и совершают обряд омовения. Вода зачерпывается лежащим тут же маленьким ковшиком на длинной деревянной ручке, гость омывает руки, лицо, прополаскивает рот, после чего омывает после себя ручку ковшика. Обряд омовения символизирует телесную и духовную чистоту.
После омовения гости проходят в чайный домик и располагаются там. Прохождение через низкий и узкий вход символизирует окончательный выход за границы обыденного мира, укрытие от всего, что творится вовне. Неудобство входа и необходимость низко наклониться, входя в чайный домик, символизируют равноправие участников церемонии — поклониться вынужден каждый, вне зависимости от знатности, богатства, известности и общественного положения. В соответствии с обычаем традиционного японского дома, входя в чайный домик, обувь гости оставляют у порога.
На момент прибытия гостей огонь в очаге уже горит, котёл с водой стоит над огнём. Войдя в домик, гость в первую очередь должен обратить внимание на нишу напротив входа — токонома. Перед приходом гостей хозяин вывешивает там свиток с изречением, а также помещает букет цветов и курильницу. Изречение определяет тему, которой посвящается церемония, и передаёт душевное состояние хозяина. Хозяин входит в чайный домик последним, причём не сразу после гостей, а немного погодя, чтобы дать гостям возможность без спешки рассмотреть и оценить предметы в токонома.
Войдя в домик, хозяин кланяется гостям и занимает своё место — напротив гостей, около фуро (очага). Рядом с местом хозяина расположены необходимые для приготовления чая предметы: тябако (деревянная шкатулка с чаем), тяван (чаша) и тясэн  (бамбуковый венчик). Пока вода в тягама (котле) нагревается, гостям подаётся кайсэки — лёгкая еда, состоящая из простых, не сытных, но изысканных блюд, предназначенных не для насыщения, а для снятия дискомфорта, вызванного чувством голода. Японцы считают, что еда, подаваемая к чаю, должна, в первую очередь, быть приятной для глаза, и лишь во вторую — насыщать. Название «кайсэки» восходит к горячему камню, который в прошлом дзэнские монахи держали за пазухой, чтобы приглушить голод. В последнюю очередь подаются «омогаси» — сласти к чаю.
После кайсэки гости на некоторое время выходят из чайного домика, чтобы размять ноги и подготовиться к основной части церемонии — совместному питью густого чая. В это время хозяин меняет свиток в токонома на тябана — композицию цветов и/или веток. Композиция составляется по принципу единства контрастов, например, это может быть сосновая ветвь, как символ прочности и долговечности, с цветком камелии, символизирующим нежность в цветочном букете.
Самая важная часть церемонии — приготовление и питьё густого порошкового зелёного чая — маття. Гости вновь собираются в чайном домике, где хозяин приступает к приготовлению чая. Весь процесс проходит в полном молчании. Все внимательно наблюдают за действиями хозяина и вслушиваются в звуки огня, закипающей воды, струй пара из кама, к которым позже добавляются тихие звуки, производимые манипуляциями хозяина с тяваном, чаем и утварью. Хозяин сначала проводит символическое очищение всей используемой утвари, затем приступает к приготовлению чая. Все движения в этом процессе строго выверены и отработаны, хозяин движется в такт дыханию, гости внимательно наблюдают за всеми его действиями. Это самая медитативная часть церемонии. Чай засыпается в тяван, туда же заливается небольшое количество кипятка, содержимое чаши размешивается тясэном до превращения в однородную массу и появления зелёной матовой пены. Затем в тяван добавляется ещё кипяток, чтобы довести чай до нужной консистенции.
Тяван с приготовленным чаем хозяин с поклоном подаёт гостям (традиционно — по старшинству, начиная с самого старшего или самого почётного гостя). Гость кладёт на левую ладонь шёлковый платок (фукуса), принимает тяван правой рукой, ставит его на левую ладонь и, кивнув следующему по порядку гостю, отпивает из чаши. Затем он кладёт фукуса на циновку, обтирает край чаши бумажной салфеткой и передаёт чашу следующему. Каждый гость повторяет ту же процедуру, после чего чаша возвращается к хозяину.
Употребление чая из общей чаши символизирует единение собравшихся. После того, как тяван обойдёт всех гостей, хозяин снова передаёт его гостям, теперь уже пустой, чтобы каждый мог внимательно рассмотреть чашу, оценить его форму, снова почувствовать в своей руке.
С этого момента начинается следующая стадия церемонии — хозяин готовит лёгкий чай в отдельной чашке для каждого из гостей. Начинается беседа. Эта часть церемонии — отдых, во время неё не говорят о делах, повседневных заботах. Предметом обсуждения становится свиток в токонома, изречение, написанное на нём, красота цветочной композиции, тяван, другая утварь, сам чай. Непосредственно перед подачей чая гостям подаются сласти. В конце этой части церемонии гостям опять предлагается осмотреть утварь, использованную для приготовления чая на этот раз.
По завершении беседы хозяин, ответив на все вопросы гостей, с извинением покидает чайный домик, показывая тем самым, что церемония подошла к завершению. В отсутствие хозяина гости осматривают фуро, ещё раз обращают внимание на цветы в токонома, которые к моменту завершения церемонии должны раскрыться. Раскрывшиеся цветы служат напоминанием о времени, проведённом вместе участниками церемонии.
Пока гости покидают чайный домик, хозяин находится вблизи от его входа, молча кланяясь уходящим. После ухода гостей хозяин некоторое время сидит в чайном домике, вспоминая прошедшую церемонию и восстанавливая в памяти оставшиеся от неё ощущения. Затем он уносит всю утварь, убирает цветы, протирает татами в домике и уходит. Уборка символизирует подведение окончательного итога происходившему. Чайный домик возвращается в то же состояние, в котором находился до церемонии. Считается важным, что действо, не оставив никаких внешних следов, сохранилось лишь как след в сознании участвовавших в нём людей.

## Сэнтядо
Сэнтядо (яп. 煎茶道) - церемония приёма листового зелёного чая сэнтя.
В то время как в старину японские аристократы пили маття, простые люди, как правило, употребляли кирпичный чай. В середине XVIII века был разработан японский сорт чая сэнтя, который обрабатывался паром для остановки ферментации. К концу столетия он стал завоёвывать популярность благодаря деятельности бывшего монаха Байсао и его последователей Кимуры Кэнкадо и Уэды Акинари. Изначально такие чаепития были неформальными, но через несколько десятилетий вокруг употребления сэнтя тоже сложился определённый ритуал. Его развитию способствовала и критика тя-но ю, которую называли слишком формализованной и тесно связанной с правящим классом. Важным отличием сэнтядо являлась её ориентация на классическую китайскую культуру.
Тем не менее, сэнтядо тоже подверглась влиянию тя-но ю и её приверженцы стали уделять большое внимание чайной посуде и принадлежностям. Кроме того, у неё тоже сложились школы со своими иэмото. В начале XIX века первую подобную школу основал богатый торговец из Осаки Танака Какуо (1782–1848), он же составил первый свод правил церемонии.
В 1970 году на Всемирной выставке в Осаке состоялась публичная демонстрация церемонии сэнтядо, что ознаменовало официальное признание его в качестве традиционного японского искусства.
Сэнтядо похожа на китайскую церемонию Гунфу Ча, но в ней, как правило, используется японский зелёный чай гёкуро и японский чайник кюсу.